# Ludovico Vicentino degli Arrighi
Ludovico Vicentino degli Arrighi (Cornedo Vicentino, circa 1475 - 1527) fou un escriba del papa i tipògraf del Renaixement italià especialitzat en diferents arts gràfiques. Al voltant de 1510 va ser llibreter a Roma; va treballar com a escriba a la Cancelleria Apostòlica el 1513; com expert cal·lígraf va elaborar un influent pamflet sobre l'escriptura a mà el 1522 anomenat La Operina. El 1524 fou impressor i va dissenyar tipografies pròpies en cursiva per al seu treball, que foren àmpliament emulades. La seva última impressió va ser datada poc abans del saqueig de Roma de 1527, durant el qual probablement va ser assassinat.